# Райнмюнстер
Райнмюнстер (нем. Rheinmünster) — община в Германии, в земле Баден-Вюртемберг. 
Подчиняется административному округу Карлсруэ. Входит в состав района Раштат.  Население составляет 6646 человек (на 31 декабря 2010 года). Занимает площадь 42,47 км².

## Достопримечательности
- Монастырь Шварцах